# Landsmannschaft der Deutschen aus Ungarn
Die Landsmannschaft der Deutschen aus Ungarn (LDU) ist ein Vertriebenenverband mit Sitz in München. Die Landsmannschaft ist Mitglied im Bund der Vertriebenen (BdV). Ihr Bundesvorsitzender war seit dem 8. Mai 1999 Friedrich A. Zimmermann, als sein Nachfolger wurde am 18. November 2006 Klaus J. Loderer gewählt. Aktueller Bundesvorsitzender seit 2017 ist Joschi Ament.
Die Landsmannschaft wurde 1949 in München gegründet und fusionierte 1980 mit dem anderen Vertriebenenverband der Ungarndeutschen, der Ungarndeutschen Landsmannschaft (UDL).